# Inventar

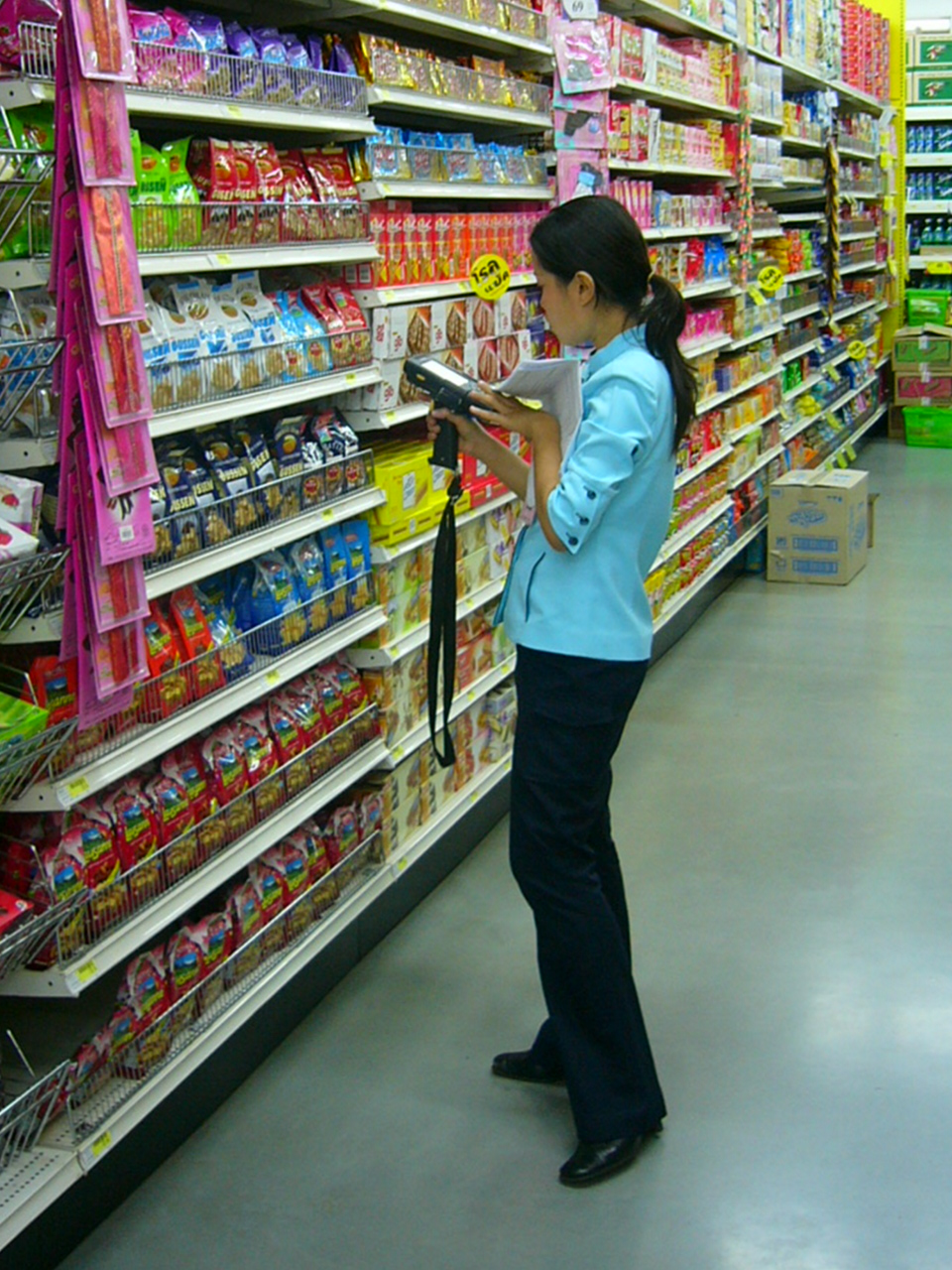
Realizarea inventarului într-un magazin

Inventarul este un document contabil în care sunt enumerate (și descrise cantitativ și în unități monetare) toate bunurile care se află, la un moment dat, într-o anumită unitate.
Document (sub formă de listă, de registru etc.) care cuprinde enumerarea și descrierea existenței cantitative și valorice a mijloacelor pe care le posedă, le are în gestiune, în folosință ori în răspundere la un moment dat o poersoană fizică sau juridică; dacă este necesar, conține și datele privind situația creanțelor și a obligațiilor persoanei respective. În sens figurat este o înșirare, enumerare (a unor lucruri, a unor fapte etc.).
Verificarea unui inventar se face prin procesul de inventariere, prin care se realizează constatarea faptică a existenței elementelor aflate în gestiunea unei entități.<ref name="ced">„Inventarierea. Dosarul de inventar”. ced.ro. 6 ianuarie 2020. Accesat în 5 ianuarie 2021.